# Radomirtsi
Radomirtsi (búlgaro: Радомѝрци) es un pueblo de Bulgaria perteneciente al municipio de Chervén Bryag de la provincia de Pleven.
Se ubica unos 10 km al sureste de la capital municipal Chervén Bryag, sobre la carretera E83 que une Pleven con Sofía, en el límite con la provincia de Lovech.
Se conoce su existencia desde 1639, cuando se menciona en un registro de impuestos otomano como "Radumircha".

## Demografía
En 2011 tiene 1533 habitantes, de los cuales el 84% son étnicamente búlgaros y el 13,1% gitanos.
En anteriores censos su población ha sido la siguiente:
| Gráfica de evolución demográfica de Radomirtsi entre 1934 y 2011 |
|                                                                  |